# Eparchia di Tichvin

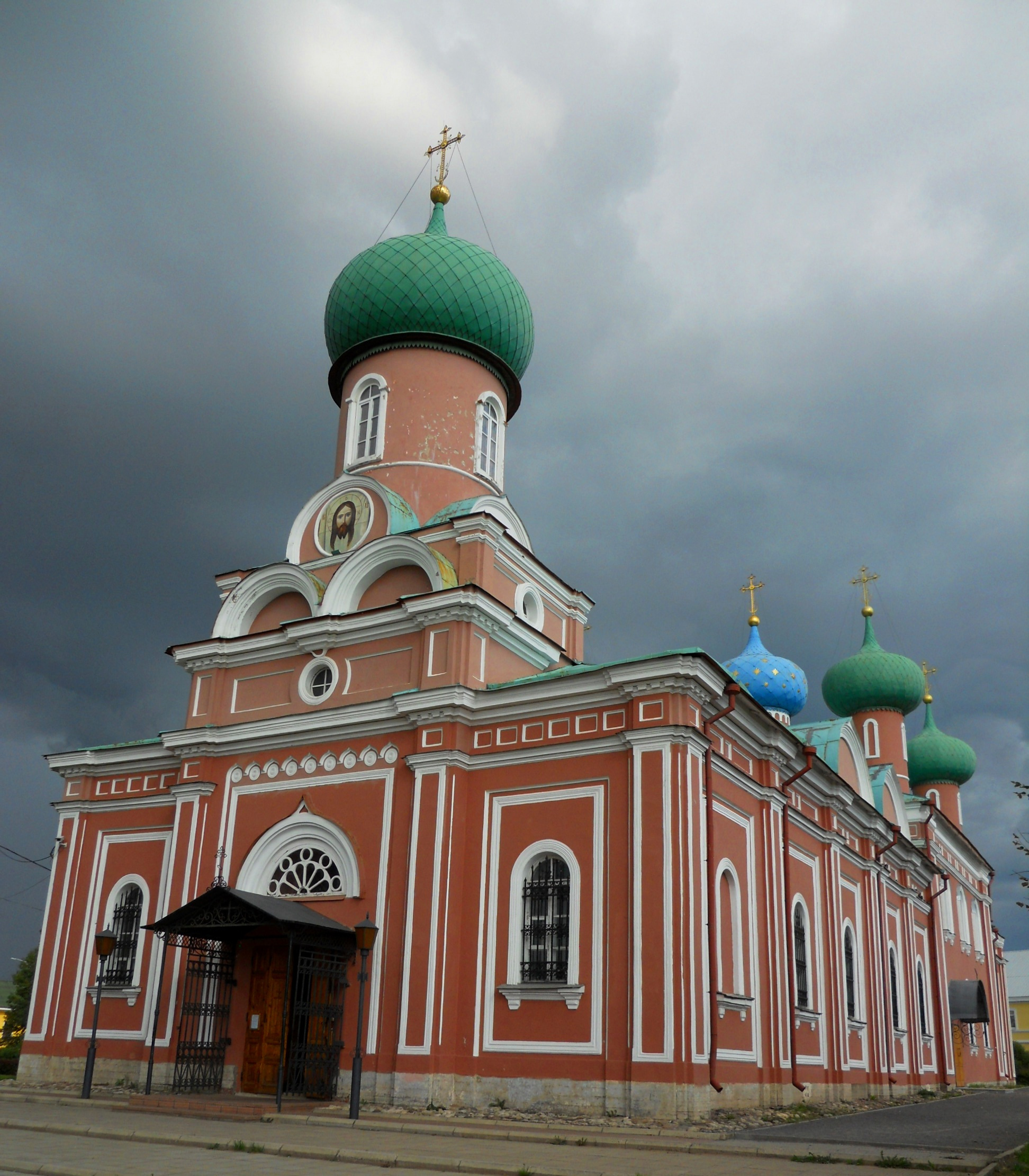
La cattedrale della Trasfigurazione di Tichvin.

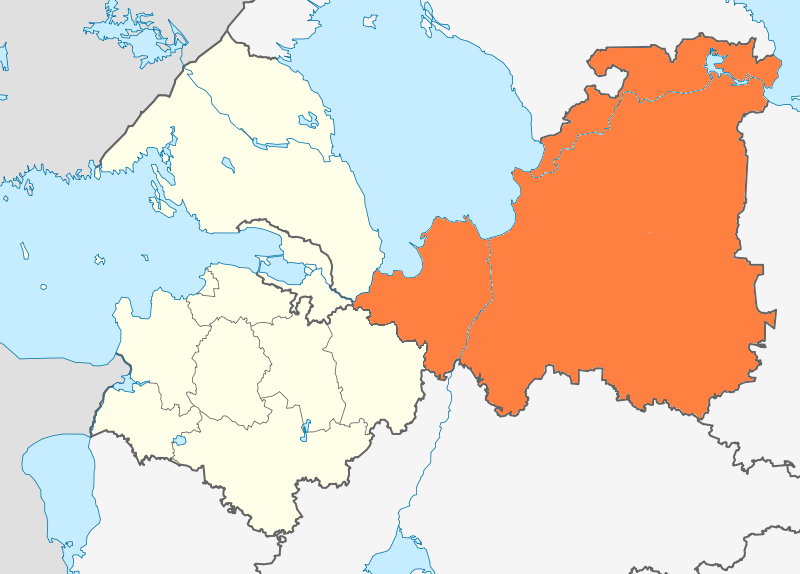
Mappa dell'eparchia.

L'eparchia di Tichvin (in russo Тихвинская епархия?) è una diocesi della Chiesa ortodossa russa, appartenente alla metropolia di San Pietroburgo.

## Territorio
L'eparchia comprende i rajon Boksitogorskij, Volchovskij, Kirišskij, Kirovskij, Lodejnopol'skij, Podporožskij e Tichvinskij nell'oblast' di Leningrado nel circondario federale nordoccidentale.
Sede eparchiale è la città di Tichvin, dove si trova la cattedrale di San Paolo apostolo.
L'eparca ha il titolo ufficiale di «eparca di Tichvin e Lodejnoe Pole».

## Storia
Nel 1907 fu istituito il vicariato di Tichvin nell'eparchia di Novgorod. Tra gli eparchi-vicari che ressero il vicariato si distinse Alessio Simanskij, futuro patriarca della Chiesa ortodossa russa, consacrato nella cattedrale di Tichvin il 28 aprile 1913. Non si hanno più notizie di un vicariato a Tichvin nel periodo sovietico.
L'eparchia è stata eretta dal Santo Sinodo il 12 marzo 2013, ricavandone il territorio dall'eparchia di San Pietroburgo e contestualmente è entrata a far parte della metropolia di San Pietroburgo.